# Plymouth, Iowa
Plymouth là một thành phố thuộc quận Cerro Gordo, tiểu bang Iowa, Hoa Kỳ. Năm 2010, dân số của thành phố này là 382 người.

## Dân số
Dân số qua các năm:
- Năm 2000: 429 người.
- Năm 2010: 382 người.